# Candy Brière-Vetillard
Pour les articles homonymes, voir Brière (homonymie) et Vetillard.
Candy Brière-Vetillard, née le 17 octobre 2003 au Mans, est une tumbleuse française.

## Carrière
Aux Championnats d'Europe 2021 à Sotchi, elle remporte la médaille d'or en tumbling par équipes avec Manon Morançais, Maëlle Dumitru-Marin et Lucie Tumoine ; il s'agit du premier titre de la France dans cette discipline depuis les Championnats d'Europe 2000 à Eindhoven ; elle est aussi médaillée de bronze en tumbling individuel lors de ces Championnats.
Elle est sacrée championne du monde de tumbling par équipes aux Championnats du monde de trampoline 2021 à Bakou avec Lucie Tumoine, Émilie Wambote et Maëlle Dumitru-Marin ; il s'agit d'une première pour le tumbling français depuis 1996. Lors de ces Mondiaux, elle termine en tête des qualifications en tumbling individuel, mais chute lors de sa première série en finale, et termine à la sixième place.
Elle est ensuite sacrée championne d'Europe 2022 en individuel et par équipes à Rimini,.
Le 16 juillet 2022, elle obtient la médaille d'or en tumbling lors des Jeux mondiaux de Birmingham aux États-Unis.
Elle est médaillée de bronze en tumbling par équipes avec Maëlle Dumitru-Marin, Manon Morançais et Émilie Wambote aux Championnats du monde 2022 à Sofia.
Aux Championnats du monde 2023 à Birmingham, elle remporte la médaille d'or en tumbling individuel ainsi que la médaille d'argent en tumbling par équipes avec Maëlle Dumitru-Marin, Marie Deloge et Maëlie Abadie.
Elle est médaillée d'argent en tumbling par équipes avec Manon Morançais et Maëlle Dumitru-Marin aux Championnats d'Europe 2024 à Guimarães.
Elle est médaillée d'argent en tumbling individuel aux Jeux mondiaux de 2025 à Chengdu.